# Palpifer falkneri
Palpifer falkneri är en fjärilsart som beskrevs av Pierre E.L. Viette 1968. Palpifer falkneri ingår i släktet Palpifer och familjen rotfjärilar. Inga underarter finns listade i Catalogue of Life.